# Flachsberg (Bergisch Gladbach)
Flachsberg ist ein Ortsteil im Stadtteil Paffrath von Bergisch Gladbach. 

## Geschichte
Der spätmittelalterliche Siedlungsname Flachsberg ist erstmals 1453 als tzo  dem Vlasberge urkundlich belegt. Bis in die Frühe Neuzeit entwickelte sich aus der Siedlungsgründung ein kleiner Weiler, der um 1790 acht Hofstellen hatte. Im Urkataster ist die Siedlung Am Flachsberg im Bereich der heutigen Straße Flachsberg verzeichnet.
Aus Carl Friedrich von Wiebekings Charte des Herzogthums Berg 1789 geht hervor, dass Flachsberg zu dieser Zeit Teil der Honschaft Paffrath im gleichnamigen Kirchspiel war.
Unter der französischen Verwaltung zwischen 1806 und 1813 wurde das Amt Porz aufgelöst und Flachsberg wurde politisch der Mairie Gladbach im Kanton Bensberg zugeordnet. 1816 wandelten die Preußen die Mairie zur Bürgermeisterei Gladbach im Kreis Mülheim am Rhein. Mit der Rheinischen Städteordnung wurde Gladbach 1856 Stadt, die dann 1863 den Zusatz Bergisch bekam.
| Jahr | Einwohner | Wohn- gebäude | Kategorie | Bemerkung     |
| ---- | --------- | ------------- | --------- | ------------- |
| 1822 | 38        |               | Hofstelle | Flasberg gen. |
| 1830 | 44        |               | Hofstelle | Flasberg gen. |
| 1845 | 48        | 9             | Hofstelle | Flasberg gen. |
| 1871 | 47        | 10            | Hofstelle |               |
| 1885 | 68        | 13            | Wohnplatz |               |
| 1895 | 64        | 10            | Wohnplatz |               |
| 1905 | 56        | 10            | Wohnplatz |               |

Flachsberg ist seit jeher Teil der Pfarrgemeinde Paffrath.

## Etymologie
Der Name entsprach der ehemaligen landwirtschaftlichen Nutzung des Geländes mit Flachsanbau. Aus dem Samen von Flachs wird Leinöl gewonnen. Die Stängel des Flachses bieten Fasern zur Gewinnung von Leinen. Noch bis ins 19. Jahrhundert war der Flachsanbau weit verbreitet.